# Balneario Gellért

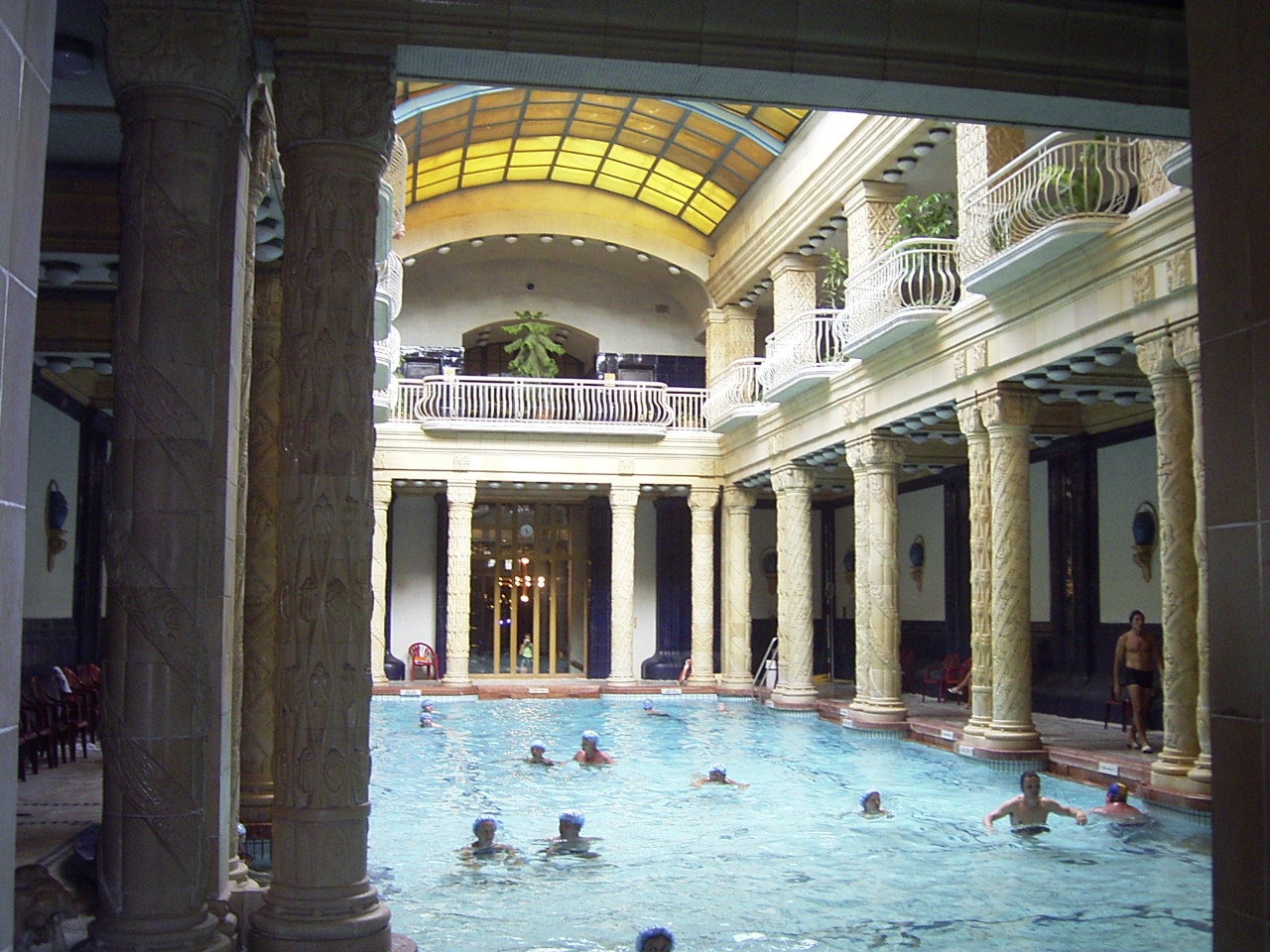
La piscina efervescente en el Balneario Gellért.

El Balneario Gellért, también llamado Gellért fürdo, es uno de los baños termales más hermosos de Budapest, la ciudad capital de Hungría.
Se han encontrado referencias a aguas medicinales en su ubicación que datan del siglo XIII. En la Edad Media, junto a los pies del monte de Gellért, se construyó un hospital que sería transformado durante la ocupación turca en un baño termal. El actual Balneario y Hotel Gellért, de estilo secesionista, se construyó entre 1912 y 1918, y posteriormente, la piscina con olas artificiales y la piscina espumosa. Las instalaciones sufrieron daños durante la Segunda Guerra Mundial, pero fueron reconstruidas más adelante.
El complejo del Balneario Gellért comprende baños termales, esto es, pequeñas piscinas que contienen agua mineral de los manantiales cálidos del monte Gellért. La composición de estas aguas incluye calcio, magnesio y sulfatos. Atendiendo a las indicaciones de las paredes de los baños, uno de los baños está a 36 °C y el otro alrededor de 40 °C. El complejo también incluye saunas, pozos, una piscina al aire libre que puede generar olas artificiales cada diez minutos y una piscina espumosa. También están disponibles servicios de masajes de diferentes tipos y un amplio abanico de servicios médicos y terapéuticos.
El balneario conserva el mobiliario original de estilo secesionista, los coloridos mosaicos de Zsolnay, la columnas de mármol, los vidrios y las estatuas.
Los servicios:
piscinas temales (8), saunas, piscina con olas artificiales (al aire libre), piscinas para nadar (dentro), piscina privada (3 horas) con champán y frutas, massajes variadas (30 minutos, 1 hora)
El transporte:
con tranvía 41, 47 y 49 o con autobús 7 y 173 hasta la parada "Szent Gellért tér"